# Jean-Pierre Glaesener
Jean Pierre Glaesener (Berg, 29 juni 1831 – Diekirch, 11 juni 1901) was een Luxemburgs arts en auteur.

## Leven en werk
Jean Pierre Glaesener was een zoon van landbouwer Jean Pierre Glaesener sr. en Marie Josephine Steichen. Na het Athénée royal grand-ducal in de hoofdstad volgde hij een studie geneeskunde. Hij vestigde zich in 1852 als arts in Diekirch. In 1867 werd hij kantonarts van het kanton Diekirch. Hij was daarnaast lid van de historische afdeling van het Institut grand-ducal (1859), lid van de raad van toezicht van het Progymnase de Diekirch (1864), lid van de de Société des sciences médicales en het Collège médicinal (1881) en corresponderen lid van de Société des naturalistes luxembourgeois. Glaesener schreef als amateurhistoricus meerdere historische en toeristische publicaties. Als zijn belangrijkste publicatie wordt beschouwd Le grand-Duché de Luxembourg historique et pittoresque, dat in 1885 werd uitgegeven en in 1995 opnieuw werd uitgebracht.
Glaesener overleed op 69-jarige leeftijd. In Diekirch werd en strat naar hem vernoemd.

## Enkele publicaties
- 1880: Diekirch et ses environs: Esquisse historique et topographique à l'usage des touristes, dans le Grand-Duché de Luxembourg. Diekirch: Justin Schroell.
- 1885: Le Grand-Duché de Luxembourg historique et pittoresque. Diekirch: Justin Schroell.
- 1893: Diekirch et ses environs. Esquisse historique et topographique à l'usage des touristes dans le Grand-Duché de Luxembourg. Diekirch: Justin Schroell.
- 1895: Leben und Lebenskraft: ein physiologischer Essay. Diekirch: Justin Schroell.
- 1895: Le monument mégalithique (en ruines) dit "Deivelselter" près Diekirch et sa réfection en 1892. Luxemburg: V. Bück. Publications de la section historique de l'Institut de Luxembourg, XLIV, p. 321-336.
- 1902: Verfassung und innere Verwaltung der freien Stadt Diekirch in den Jahren 1747 bis 1785: Ein kleinstädtisches Stilleben aus dem XVIII. Jahrhundert, nach amtlichen Schriftstücken dargestellt. Luxemburg: V. Bück. Publications de la section historique de l'Institut de Luxembourg, LI/2, p. 290-395.

## Onderscheidingen
- 1891 Officier in de Orde van de Eikenkroon[5]

- Gemeinsame Normdatei: 173076904
- International Standard Name Identifier: 0000 0000 7737 0975
- Library of Congress Control Number: n89631533
- Nederlandse Thesaurus van Auteursnamen: 161939368
- Virtual International Authority File: 77924158
- WorldCat: E39PBJqqm9jWbhm8bMYcBCVBfq